# Can Sofia
Can Sofia és una obra de Sant Joan les Fonts (Garrotxa) inclosa a l'Inventari del Patrimoni Arquitectònic de Catalunya.

## Descripció
És una casa de planta rectangular, formada per tres cossos, més alt el central que els dos laterals; aquests darrers disposen de baixos i golfes; el central de baixos, pis i golfes. Gran part de les obertures es troben decorades amb frontons d'estuc. Es va emprar la teula plana per fer els teulats i s'ornaren amb pinacles de ceràmica. Can Sofia va estar projectat com a casa d'estiueig, envoltada de jardí; amb el temps es dividiren els interiors i es formaren dos habitatges. Actualment s'utilitza com a masia.

## Història
Prop de la casa es conserva uan font amb la inscripció de la data 1 6 9 4, i a sobre d'aquesta hi ha representada una creu.